# Raffaele Squitieri
Raffaele Squitieri (Mogadiscio, 5 luglio 1941) è un magistrato italiano, presidente della Corte dei conti dal 2013 al 2016.

## Biografia
Sposato e padre di due figlie, collabora nel periodo compreso tra il 1984 ed il 1996 con la Presidenza del Consiglio. Nel 2002 è nominato Capo di gabinetto del Ministero dei beni e delle attività culturali e del turismo.